# Pont de Naou-Hounts
Die Pont de Naou-Hounts ist eine Straßenbrücke in den französischen Pyrenäen. Sie gilt als ein bemerkenswertes Beispiel der von dem Bauingenieur Alexandre Sarrasin (1895–1976) entworfenen Stahlbetonbrücken.
Sie führt die Route départementale D 125 etwa 4 km südlich von Bagnères-de-Luchon im Département Haute-Garonne über die Pique. In dem Gebirgstal liegt unmittelbar südlich bzw. flussaufwärts von ihr in 820 m Höhe eine Wiesenfläche, die Plan de la Hount oder auch Demeure de Venasque genannt wird.
Die in den Jahren 1930 bis 1931 nach Sarrasins Plänen von der Firma Franki gebaute Brücke überquert die Pique in einem Winkel von 50° mit einer Stützweite von 52,9 m. Sie hat zwischen den Trägern eine Breite von 7 m, die ursprünglich in eine 5,50 m breite Fahrbahn und zwei 1,50 m breite Gehwege aufgeteilt war. Inzwischen ist die Fahrbahn zu Lasten der Gehwege verbreitert worden. Gegenwärtig besteht eine Gewichtsbeschränkung von 19 t.
Die damalige Ausschreibung sah vor, dass die vorhandenen Widerlager zu benutzen seien, die aber nur vertikale Lasten tragen konnten. Sarrasin entwarf deshalb eine Brücke aus zwei äußerlich einer Bogenbrücke ähnelnden Vierendeelträgern aus Stahlbeton mit fünf Öffnungen, die durch vier Querriegel gegenseitig versteift werden und deren unterer Gurt die Fahrbahnplatte trägt. Sarrasin meinte, dass die Brücke mit den gestellten Vorgaben kaum mit weniger Materialkosten gebaut werden konnte, zu einer Zeit, in der Lohnkosten vergleichsweise weniger ins Gewicht fielen.